# Justinien Clary
Justinien Clary (Justinien Charles Xavier Clary, 4t comte de Clary, París, 20 d'abril de 1860 – París, 14 de juny de 1933) va ser un advocat i tirador francès, conegut per haver presidit el Comitè olímpic francès entre 1913 i 1933, així com el Comitè Organitzador dels Jocs Olímpics de París de 1924.

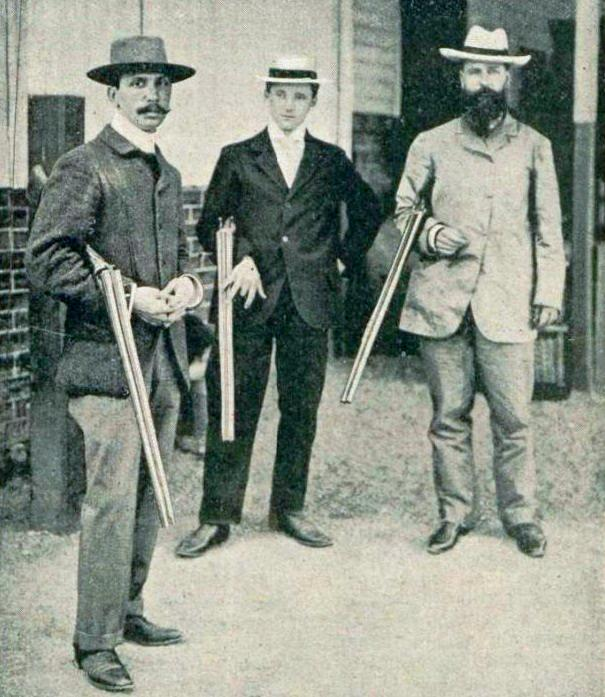
Roger de Barbarin, René Guyot i Justinien Clary, el 1900, a la dreta

El 1900 va prendre part en els Jocs Olímpics de París, on guanyà la medalla de bronze en la prova de Fossa olímpica en quedar rere els seus compatriotes Roger de Barbarin i René Guyot, segon i tercer respectivament.
L'1 de juliol de 1905 fou nomenat cavaller de la Legió d'Honor, el 1921 comandant i el 1929 gran oficial.